# Ostrelj
Ostrelj este un sat din comuna Bijelo Polje, Muntenegru. Conform datelor de la recensământul din 2003, localitatea are 364 de locuitori (la recensământul din 1991 erau 365 de locuitori).

## Demografie
În satul Ostrelj locuiesc 260 de persoane adulte, iar vârsta medie a populației este de 35,1 de ani (35,3 la bărbați și 35,0 la femei). În localitate sunt 104 gospodării, iar numărul mediu de membri în gospodărie este de 3,50.
Această localitate este populată majoritar de sârbi (conform recensământului din 2003).
|  |

| Demografie | Demografie | Demografie |
| An         | Locuitori  | Locuitori  |
| ---------- | ---------- | ---------- |
|            |            |            |
|            |            |            |
|            |            |            |
|            |            |            |
| 1948       | 165        |            |
| 1953       | 235        |            |
| 1961       | 349        |            |
| 1971       | 438        |            |
| 1981       | 387        |            |
| 1991       | 365        | 365        |
| 2003       | 367        | 364        |

| \| Componența etnică conform recensământului din 2003[2] \| Componența etnică conform recensământului din 2003[2] \| Componența etnică conform recensământului din 2003[2] \| Componența etnică conform recensământului din 2003[2] \| Componența etnică conform recensământului din 2003[2] \| \| ----------------------------------------------------- \| ----------------------------------------------------- \| ----------------------------------------------------- \| ----------------------------------------------------- \| ----------------------------------------------------- \| \| \| \| \| \| \| \| Sârbi \| Sârbi \| \| 237 \| 65,1% \| \| Muntenegreni \| Muntenegreni \| \| 117 \| 32,14% \| \| Musulmani \| Musulmani \| \| 1 \| 0,27% \| \| Maghiari \| Maghiari \| \| 1 \| 0,27% \| \| necunoscută \| necunoscută \| \| 0 \| 0% \| |              |  |     |        |
| Componența etnică conform recensământului din 2003 |              |  |     |        |
| |              |  |     |        |
| Sârbi | Sârbi        |  | 237 | 65,1%  |
| Muntenegreni | Muntenegreni |  | 117 | 32,14% |
| Musulmani | Musulmani    |  | 1   | 0,27%  |
| Maghiari | Maghiari     |  | 1   | 0,27%  |
| necunoscută | necunoscută  |  | 0   | 0%     |